# 센트레빌 아스테리움 용산
센트레빌 아스테리움 용산(영어: Centreville Asterium Yongsan)은 대한민국 서울특별시 용산구 한강로2가에 위치한 아파트 단지이다.

## 시설
주거동, 업무동으로 구성되어 있으며 주거동은 용산공원 쪽, 업무동은 국제빌딩 쪽에 있다. 주거동의 경우 아파트 128세대, 오피스텔 207세대가 있다. 엘리베이터는 주거동 4대, 업무동 11대가 있으며 주거동 3층과 20층에는 입주민을 위한 커뮤니티 시설이 있다. 서울 지하철 4호선 신용산역과 연결되어 있다.

## 같이 보기
- 센트레빌 아스테리움 서울